# Constantin Noica

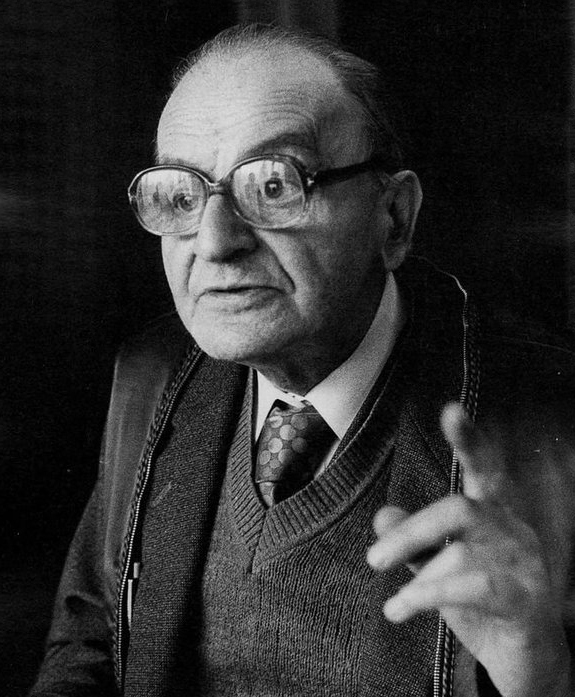
Constantin Noica

Constantin Noica (pronunciat en romanès: [konstanˈtin ˈnojka]; 12 de juliol de 1909 – 4 de desembre de 1987) va ser un filòsof, assagista i poeta romanès. Les seves preocupacions van ser per tota la filosofia, des de l'epistemologia, la filosofia de la cultura, l'axiologia i l'antropologia filosòfica fins a l'ontologia i la lògica, des de la història de la filosofia fins a la filosofia sistemàtica, des de la filosofia antiga fins a la contemporània, des de la traducció i la interpretació fins a la crítica i la creació. El 2006 va ser inclòs a la llista dels 100 romanesos més grans de tots els temps per una enquesta nacional.

## Biografia
Noica va néixer a Vitănești, comtat de Teleorman. Va estudiar als liceus Dimitrie Cantemir i Spiru Haret, tots dos a Bucarest. A Spiru Haret el seu professor de matemàtiques era Dan Barbilian (pseudònim Ion Barbu, poeta i matemàtic). El seu debut va ser a la revista Vlăstarul, el 1927. Entre 1928 i 1931 va assistir als cursos de la Facultat de Lletres i Filosofia de la Universitat de Bucarest, on es va llicenciar el 1931 (tesi: "Problema lucrului în sine la Kant" / "La qüestió de la cosa en si a Kant "filosofia"). Aquí va conèixer com a professor el filòsof Nae Ionescu.
Va treballar com a bibliotecari al Seminari d'Història de la Filosofia i va assistir durant un any als cursos de la Facultat de Matemàtiques (1933). Va ser membre de l'Associació Criterion (1932–1934). Al costat dels seus amics allà, inclosos Mircea Eliade, Mihail Polihroniade i Haig Acterian, més tard va donar suport a la Guàrdia de Ferro feixista.
Després d'assistir a cursos a França entre 1938 i 1939 amb una beca del govern francès, va tornar a Bucarest on el 1940 es va doctorar en filosofia (tesi: Sketch on the history of How is it that there is something new, publicada el mateix any). Després que el general Ion Antonescu instal·lés la seva dictadura en col·laboració amb la Guàrdia de Ferro el setembre de 1940, Noica va exercir com a redactor en cap de Buna Vestire, el diari oficial de la Guàrdia de Ferro. En els seus articles durant el període va exaltar l'organització i el seu líder, Horia Sima. Segons l'historiador Zigu Ornea, la seva lleialtat a l'organització feixista va continuar després que la Guàrdia de Ferro fos suprimida després de la seva rebel·lió fallida.
L'octubre de 1940 va marxar a Berlín com a revisor a l'Institut Romano-alemany de Sextil Pușcariu, tornant el 1944, després d'haver estat a l'Alemanya nazi durant la major part de la Segona Guerra Mundial.
Després de la guerra, l'exèrcit soviètic va romandre a Romania, donant suport a l'establiment d'un règim comunista. Noica va ser assetjada pel nou règim.
L'any 1949 va ser condemnat per les autoritats comunistes a 10 anys de residència forçada a Câmpulung-Muscel, romanent-hi fins al 1958. El desembre d'aquell any, després de fer públic el llibre "Histoire et Utopie" d'Emil Cioran (que havia marxat a França), va ser condemnat a 25 anys de treballs forçats a la presó de Jilava com a pres polític, i tots els seus béns confiscats. Va ser indultat després de 6 anys com a part d'una amnistia general i alliberat l'agost de 1964.
Des de 1965 va viure a Bucarest, on va ser l'investigador principal del Centre de Lògica de l'Acadèmia Romanesa. Al seu apartament de dues habitacions, situat a Western Drumul Taberei, va fer seminaris sobre la filosofia de Hegel, Plató i Kant. Entre els participants hi havia Sorin Vieru (el seu col·lega del Centre de Lògica), Gabriel Liiceanu i Andrei Pleșu.
El 1975 es va jubilar i va anar a viure a Păltiniș, prop de Sibiu, on va romandre els següents 12 anys, fins a la seva mort el 4 de desembre de 1987. Va ser enterrat a l'ermita propera, després d'haver deixat nombrosos assaigs filosòfics.
El 1988 Constantin Noica va ser guardonat pòstumament amb el Premi Herder, i el 1990, després de la caiguda del comunisme a Romania, va ser acceptat com a membre pòstum de l'Acadèmia Romanesa.

## Filosofia
Es creu que el segle XX està dominat per la ciència. El model de coneixement científic, que significa transformar la realitat en conceptes formals i abstractes, s'aplica en jutjar tot l'entorn. Aquest tipus de pensament és anomenat per Noica "la lògica d'Ares", ja que considera l'individu una simple variable en el Tot. L'existència és, per a aquesta manera científica de considerar les coses, un fet estadístic.
Per recuperar els sentits individuals, el sentit de l'existència, Noica proposa, en oposició a "la lògica d'Ares", "la lògica d'Hermes", una manera de pensar que considera l'individu reflex del Tot. La lògica d'Hermes significa entendre el Tot a través de la part, significa identificar en una única existència els principis generals de la realitat. Aquesta manera de pensar permet entendre el sentit de la vida d'un home oprimit pel ràpid moment present.
Noica va apreciar els filòsofs grecs i alemanys, així com diversos escriptors romanesos. Va recomanar llegir filosofia, aprendre llengües clàssiques, especialment el grec antic, i llengües modernes, especialment l'alemany.

## Llibres
- 1934 - Mathesis o simples plaers ("Mathesis sau bucuriile simple")
- 1936 - Conceptes oberts en la història de la filosofia a Descartes, Leibniz i Kant ("Concepte oberte în istoria filozofiei la Descartes, Leibniz și Kant")
- 1937 – De caelo. Assaig al voltant del coneixement i de l'individu ("De caelo. Încercare în jurul cunoașterii și individului")
- 1937 - Vida i filosofia de René Descartes ("Viața și filozofia lui René Descartes")
- 1940 - Esbós per a la història de Com és que hi ha alguna cosa nova ("Schiță pentru istoria lui Cum e cu putință ceva nou")
- 1943 - Dues introduccions i un pas a l'idealisme ("Două introduceri și o trecere spre idealism")
- 1944 - Revista filosòfica ("Jurnal filosofic")
- 1944 - Pàgines sobre l'ànima romanesa ("Pagini despre sufletul românesc")
- 1962 - "Fenomenologia de l'esperit " de GWF Hegel narrat per Constantin Noica ("Fenomenologia spiritului de GWF Hegel istorisită de Constantin Noica ")
- 1969 - Vint-i-set nivells del real ("Douăzeci și șapte trepte ale realului")
- 1969 – Plató: Lysis
- 1970 - L'enunciat filosòfic romanès[3] ("Rostirea filozofică românească")
- 1973 - Creació i bellesa en la paraula romanesa ("Creație și frumos în rostirea românească")
- 1975 - Eminescu o Pensaments sobre l'home complet de la cultura romanesa ("Eminescu sau Gânduri despre omul deplin al culturii românești")
- 1976 - separació amb Goethe ("Despărţirea de Goethe")
- 1978 - El sentit romanès de l'ésser ("Sentimentul românesc al ființei")
- 1978 - Sis malalties de l'esperit contemporani. L'esperit romanès a la conjuntura del temps ("Șase maladii ale spiritului contemporan. Spiritul românesc în cumpătul vremii")
- 1980 - Narracions sobre l'home, després de la "Fenomenologia de l'esperit" de Hegel ("Povestiri sobre om")
- 1981 – Becoming in-to Being,[4] vol. 1: Assaig de filosofia tradicional, vol. 2: Tractat d'ontologia ("Devenirea întru ființă", vol. 1: "Încercare asupra filozofiei tradiționale", vol. 2: "Tratat de ontologie")
- 1984 - Three Introductions to Becoming in-to Being ("Trei introduir la devenirea întru ființă")[4]
- 1986 - Cartes sobre la lògica d'Hermes ("Scrisori despre logica lui Hermes")
- 1988 - De dignitate Europae (en alemany)
- 1990 - Pregueu pel germà Alexander! ("Rugați-vă pentru fratele Alexandru")
- 1991 - Journal of Ideas ("Jurnal d'idees")
- 1992 - Assajos dominicals ("Eseuri de duminica")
- 1992 - Introduccions senzilles a la bondat del nostre temps ("Simple introductori la bunătatea timpului nostru")
- 1992 - Introducció al miracle eminescien ("Introducere la miracolul eminescian")
- 1997 - manuscrits Cîmpulung ("Manuscrisele de la Cîmpulung")
- 1998 – L'equilibri espiritual. Estudis i assaigs (1929–1947) ("Echilibrul espiritual. Studii i eseuri (1929–1947)")